# Simonspolder
Het waterschap De Simonspolder was een waterschap ten noorden van Warmond in de Nederlandse provincie Zuid-Holland, momenteel in de gemeente Teylingen. 

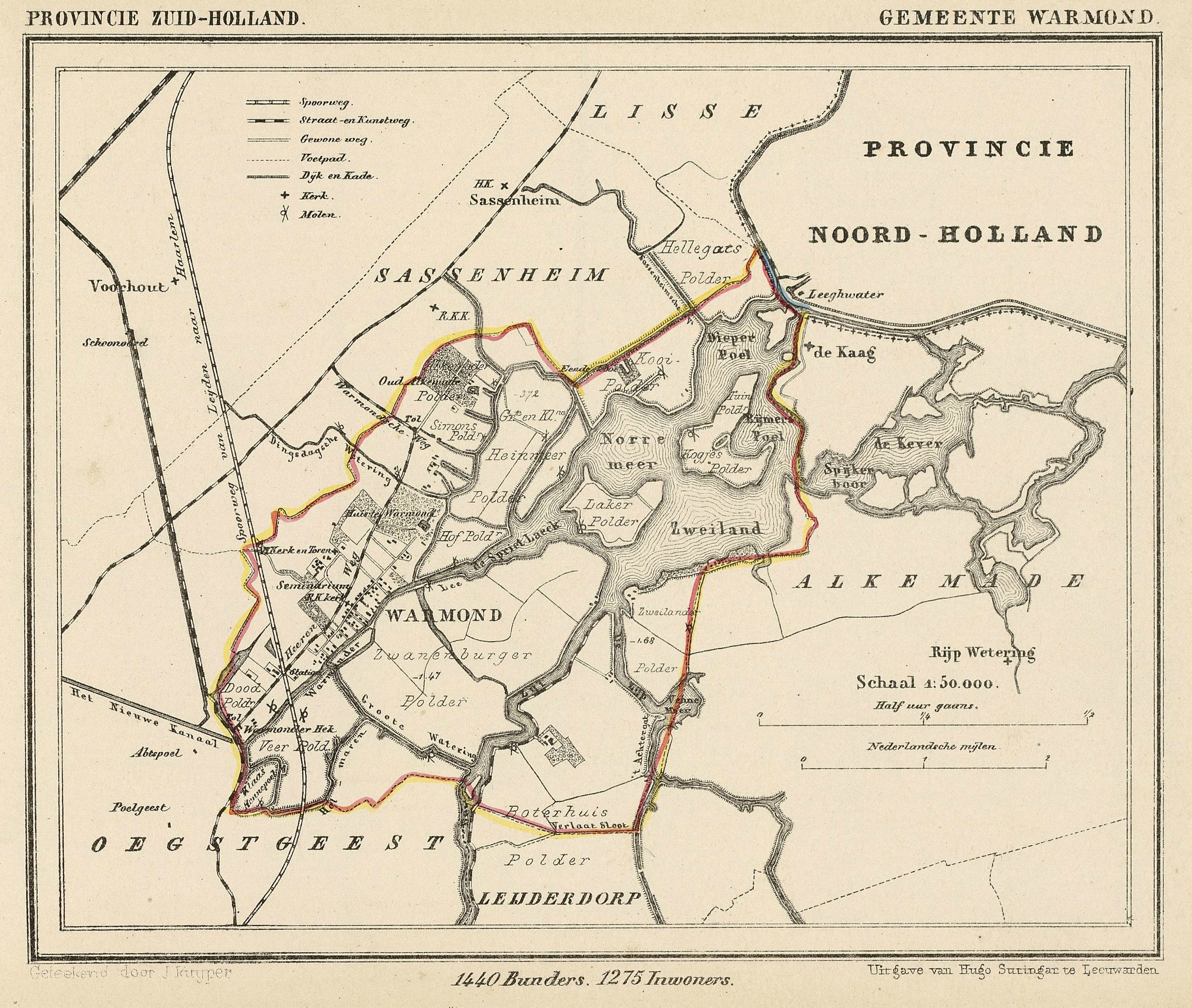
De Simonspolder op een kaart van de voormalige gemeente Warmond uit ca. 1865.